# Célestin IV
Pour les articles homonymes, voir Castiglioni et Célestin.
Célestin IV, né Goffredo Castiglioni ou Geoffroy de Châtillon, (° ? , à Milan – † 10 novembre 1241, à Viterbe), est le 179e pape de l’Église catholique du 25 octobre 1241 à sa mort. Son règne figure parmi les plus courts de l'histoire de la papauté.

## Biographie

### Débuts
Petit-neveu d'Urbain III, il est le petit-fils de Jean de Montluel, marié à Cassandre Crivelli, sœur du pape Urbain III. Il devient moine à Hautecombe en Savoie, où il écrit une histoire de l'Écosse. Il serait peut être né au château de Châtillon (Chautagne), selon l'historien local Georges Chapier (c.1907-1975). Il reprend ainsi la thèse émise par Mgr François Augustin Della Chiesa qui considère qu'il n'appartient pas au Castiglioni de Milan.
Il est fait cardinal-évêque de Sabina en 1238.

### Élection
Son élection au trône pontifical a lieu pendant la période troublée du siège de Rome par les troupes de l'empereur Frédéric II. Les cardinaux sont enfermés en conclave d'août à octobre. Comme ils ne parviennent pas à s'entendre pour élire un nouveau pape, les Romains les auraient menacés de les enfermer avec le cadavre du défunt Grégoire IX s'ils n'arrivaient pas plus rapidement à un choix. Goffredo Castiglioni sera finalement élu le 25 octobre 1241 par seulement sept cardinaux.
Il n'occupe le trône que durant dix-sept jours. Il meurt le 10 novembre et est enterré au Vatican par les cardinaux qui n'avaient pas fui le long conclave. Après lui, le trône pontifical restera vacant durant dix neuf mois, jusqu'en juin 1243.